# Notar
Notar ili javni beležnik je stara pravnička profesija čija je uloga da sve ugovore, sporazume i druge pismene beleške, overava i odgovara za njihovu zakonitost.
Služba notara uvedena je prvi put na našim prostorima Zakonom o javnim beležnicima (notarima) iz 1930. godine. Godine 1944. ukidanjem ustavno-pravnog sistema Kraljevine Jugoslavije ova profesija nestaje u praksi, ukida se u zakonodavstvu i isključuje iz pravne teorije. Ulogu javnog zapisničara preuzimaju, donekle, sudske pisarnice koje samo overavaju potpis ugovarača u sporazumima, ne ulazeći u njihovu suštinu.
Raskidom sa komunističkom ideologijom i partijskom državom, u procesu uspostavljanja demokratskih pravnih sistema krajem 20. i početkom 21. veka notare su uvele: Slovenija, Bosna i Hercegovina, Hrvatska, Mađarska.
Kvalitetnim javnim beležništvom postiže se nivo pravne bezbednosti i vladavine prava u raznim oblastima, a naročito onim u kojima su rizici, prevare i manipulacije česti, na primer u prometu nepokretnostima, u postupku osnivanja privrednih društava, verifikaciji članskih prava, ili odlukama organa privrednih društava.
Uvođenjem notara sudovi se rasterećuju od nekih postupaka ili evidencija na koje nepotrebno troše svoje resurse.

## Poreklo notara
Smatra se da institucija javnog beležnika svoje poreklo ima u rimskom pravu. U III veku naše ere javio se javni službenik pod nazivom tabellio. Njegov zadatak je proizašao iz potrebe stanovnika istočnih provincija Rimskog carstva da svojim sporazumima i izjavama volje, kojim je ostvarivan pravni promet u tim provincijama, obezbede zaštitu rimskog prava. U ovom cilju tabellio je sastavljao pismeni dokument koji je zatim bio, u početku usmeno, prezentovan u skladu sa rimskim pravom propisanom formom za nastanak obaveza. Od tog momenta, tokom srednjeg veka, pa do današnjih dana, uloga i značaj javnog beležnika u evropskim i vanevropskim državama je rastao.
Javni beležnik ispunjava svoju funkciju pružajući pravnu pomoć privatnim licima (fizičkim i pravnim) u kreiranju njihovih privatnih pravnih odnosa.

## Delatnost notara
Najznačajnija delatnost javnog beležnika sastoji se u sastavljanju dokumenta u vidu beležničkog akta (zapis javnog beležnika). U zemljama koje poznaju ustanovu javnog beležnika zahtev forme beležničkog akta predstavlja najstroži zahtev u pogledu forme pravnog posla ili izjave volje, koji istovremeno zamenjuje i pismenu formu i formu potvrđivanja (overe) potpisa stranaka.

#### Beležnički akt
Sastavljanje beležničkog akta sastoji se iz nekoliko faza. Najpre, razgovor javnog beležnika sa strankama, u kom razgovoru je, sa jedne strane, zadatak javnog beležnika da se upozna i po potrebi pronađe pravu nameru i volju stranaka, a sa druge strane, da strankama pruži obaveštenja o pravnim posledicama i drugim relevantnim okolnostima nameravanog pravnog posla ili izjave volje. Tokom razgovora javni beležnik je dužan da strankama pruži kvalifikovan i nepristrasan savet koji se odnosi na sve aspekte pravnog posla u pitanju. Ovo je obavezan element forme beležničkog akta i zato javni beležnik mora da ima odgovarajuću pravnu stručnu spremu.
Zatim, beležnik sastavlja nacrt beležničkog akta i upoznaje stranke sa njim. Kada se saglase sa nacrtom stranke potpisuju akt u prisustvu javnog beležnika, koji se prethodno uverio u pogledu njihovog identiteta na osnovu odgovarajućih dokumenata, i koji zatim i sam potpisuje akt i na isti stavlja svoj pečat. Akt pri čijem sastavljanju su poštovana proceduralna pravila i koji je javni beležnik sastavio u okviru svojih ovlašćenja predstavlja javnu ispravu, sa svim posledicama koje iz toga proizilaze.
Javni beležnik ima obavezu da dugotrajno čuva u svojoj arhivi beležnički akt koji je sastavio. On je dužan da na zahtev ovlašćenog lica, beležničke komore ili suda izda izvornik ili overeni prepis beležničkog akta.

#### Posrednik
U poslednje vreme od posebnog je interesa uloga javnog beležnika kao posrednika, izmiritelja i arbitra. Kao nezavisan i pravno obrazovan posrednik javni beležnik je izuzetno pogodan za vansudsko rešavanje sporova. Funkciju posredovanja i mirenja javni beležnik vrši po sopstvenoj inicijativi ili na inicijativu stranaka. Funkciju arbitra javni beležnik vrši na osnovu saglasnosti stranaka, koja može biti izražena već prilikom sačinjavanja beležničkog akta (ugovora), u vidu arbitražne klauzule.
Beležnički akt može imati karakter izvršne isprave podobne za prinudno izvršenje u sudskom izvršnom postupku. To će biti u slučaju kada je u pitanju beležnički akt koji sadrži obavezu na činjenje ili nečinjenje, kada su u pitanju prava kojima stranke mogu slobodno da raspolažu i kada su se stranke izričito saglasile sa neposrednim izvršenjem beležničkog akta.

#### Pravni promet
U mnogim pravnim sistemima propisana je posebna uloga javnog beležnika u fazi neposrednog ostvarivanja pravnog prometa. Tako, često je propisano da se prijave određenim javnim registrima mogu podneti samo ukoliko su potvrđene od strane javnog beležnika, bez obzira da li je propisano da i sam akt, koji je predmet prijave, sačinjava javni beležnik ili to nije slučaj. 
Pored pravno obavezujućih izjava javni beležnik ovlašćen je da beleži i činjenice od značaja za pravni promet. U pitanju su činjenice koje opaža u spoljnom svetu, dok pravni zaključci i procene ne mogu biti predmet beleženja. Ovde u obzir dolazi i prisustvo javnog beležnika na sednicama skupština i dragih organa upravljanja privrednih društava i u vezi s tim overavanje zapisnika i odluka donetih od strane organa privrednog društva.

#### Službena overa potpisa
Javni beležnik je nadležan za službenu potvrdu potpisa na određenim dokumentima. Ovde javni beležnik proverava identitet stranke i na pismenu potvrđuje da je stranka pred njim potpisala određeni dokument, odnosno potpis na istom priznala za svoj.

#### Izdavanje potvrda
Niz je potvrda koje izdaju javni beležnici: potvrde koje se odnose na same beležničke akte (o datumu, mestu i slično), potvrde da je određeno lice u životu, da je dat otkaz, opomena, ponuda, razne lične potvrde, potvrde da je određeno lice ovlašćeno za zastupanje preduzeća i slično.
Uobičajeno je da se protesti menica i čekova vrše pred javnim beležnikom.

#### Čuvanje poverenih isprava i vrednosti
Javni beležnik ima dužnost da čuva poverene isprave, novac i hartije od vrednosti, ponekad sa zadatkom da ih preda određenom licu prema nalogu stranke. 

#### Poslovi po nalogu suda
Pored ovoga javni beležnici obavljaju i određene poslove po nalogu suda. Tu je prvenstveno predstavljanje poslovno nesposobnih i odsutnih lica, upravljanje nepodeljenom imovinom koja čini ostavinsku masu tokom ostavinskog postupka, popis imovine koja spada u ostavinu, odgovarajuće učešće u postupku fizičke deobe i sudske javne prodaje i drugo.

## Funkcije notara
Sve funkcije javnog beležnika u savremenim pravnim sistemima, koje proizilaze iz napred navedenih zadataka koje javni beležnici obavljaju, mogu se grubo svrstati u tri kategorije: 
- zaštita interesa stranaka,
- ubrzanje pravnog prometa i
- olakšanje rada pravosuđu.

#### Zaštita interesa stranaka
Forma beležničkog akta je najstroža propisana forma u pravnim sistemima koji poznaju ovu ustanovu, a najstroža i najstabilnija forma predstavlja preventivu od disbalansa koji se može javiti usled različitih nivoa znanja i pravne kulture i različite finansijske snage stranaka. 
U fazi beležničkog razgovora sa strankama, javni beležnik obavlja socijalnu funkciju jer svojom nepristrasnošću osigurava da suština pravnog posla među strankama bude postavljena pravično, uz jednako uvažavanje njihovih često suprotstavljenih interesa. Javni beležnik je obavezan da pre sastavljanja nacrta beležničkog akta obavi sa strankama razgovor. Tokom tog razgovora javni beležnik je dužan da strankama pruži sve potrebne savete. Ovi saveti su od posebnog značaja jer su dati od nepristrasnog, materijalno nezainteresovanog i stručnog lica. Javni beležnik u ovom smislu ima dužnost da u cilju obezbeđenja pravičnih odnosa zaštiti slabiju stranku, čime se ostvaruje jedno od osnovnih načela dvostrano-teretnih obligacija: ekvivalentnost uzajamnih davanja.
Tokom razgovora, koji prethodi sastavljanju nacrta beležničkog akta, javni beležnik će, pored toga što će otkriti namere i pravu volju stranaka, pokušati da usaglasi, a po potrebi i izmiri suprotstavljene interese i da nađe rešenja odgovarajuća svim učesnicima u pravnom poslu. Pri tome on je dužan da jednako i nepristrasno vodi računa o interesima svake stranke, pri čemu je jasno da će po samoj prirodi stvari veću korist ostvariti ona strana koja manje poznaje pravo i koja je slabije upoznata sa pravnim dejstvima radnje koju je namerna da preduzme pred javnim beležnikom.
Dokument snabdeven pečatom i potpisom javnog beležnika, kao javna isprava, ne samo da prenosi teret dokazivanja na onoga koji tvrdi drugačije od tog dokumenta, nego isti ima izvanrednu dokaznu snagu i nije ga lako osporiti. Zbog toga notarske isprave pružaju visok stepen zaštite strani koja se na iste poziva.

#### Ubrzanje pravnog prometa
Brzina kojom se roba obrne, odnosno brzina kojom se izvrše usluge u današnje vreme predstavlja jedno od osnovnih merila uspešnosti svakog privrednog subjekta. Brzina ekonomskog prometa u direktnoj je funkciji brzine kojom se odvija pravni promet. Zbog toga je danas snažno izražen interes da se ubrza pravni promet u svim onim oblastima koje su blisko vezane sa funkcionisanjem tržišta roba, usluga i kapitala.
Funkcija javnog beležnika u ovoj oblasti dolazi do izražaja kada se ima u vidu relativna jednostavnost procedure. Uobičajeno je da strane u jednom ugovornom odnosu prvo samostalno obave jedan ili više prethodnih razgovora ili dogovora, zatim odu kod advokata radi sastavljanja ugovora i na kraju isti ugovor overavaju kod suda. Učešće javnog beležnika omogućava da se sva tri napred navedena segmenta ostvare istovremeno i na jednom mestu - u kancelariji javnog beležnika. Ovo svakako ne samo da olakšava i pojednostavljuje proceduru, nego je i u znatnoj meri ubrzava.
Posebno je u funkciji ubrzanja pravnog prometa izvršni beležnički akt, odnosno akt sastavljen od strane javnog beležnika koji ima snagu izvršnog naslova u sudskom izvršnom postupku. Javni beležnici u većini zemalja su ovlašćeni da sastavljaju ovakve akte pod uslovom da se dužnik, u tom aktu, dobrovoljno podvrgao neposrednom izvršenju (drugi uslovi navedeni su napred). Na ovaj način stranke u jednom ugovornom odnosu mogu već prilikom zaključenja ugovora kod javnog beležnika prihvatiti i neposredno izvršenje tog ugovora, bez prethodnog sudskog postupka. Jasno je da ovo u značajnoj meri utiče na ubrzanje pravnog prometa. Ova forma je prvenstveno bila korišćena kod bankarskih zajmova, ali danas ima sve širu primenu i na druge vrste obaveza.
I druge osobine beležničkog akta, kao što su jasnost međusobnih obaveza stranaka, njihova uravnoteženost, pouzdanost u pogledu njihovog sadržaja, obezbeđenje odgovarajućih dokaza u pogledu preduzete pravne transakcije i tako dalje, olakšavaju i time ubrzavaju pravni promet.

#### Olakšanje rada pravosuđa
Javni beležnici olakšavaju rad sudovima na nekoliko načina: 
- predupređenjem sudskih sporova
- uticajem na uprošćenje sudskog postupka u slučajevima kada do istog dođe
- saradnjom sa sudovima i preuzimanjem na sebe dela sudske funkcije

Tokom razgovora koji prethodi izradi nacrta beležničkog akta javni beležnik raspravlja sporna pitanja u detalje i nastoji da se postigne razuman sporazum zainteresovanih strana sa uravnoteženjem kontradiktornih interesa. Kao nepristrasni savetnik javni beležnik je obavezan da pronađe neophodnu ravnotežu i da objasni svakoj strani karakter i obim primljenih pravnih obaveza i snagu predložene pravne saglasnosti. To je od odlučujućeg značaja da bi se predupredili sudski sporovi koji često proističu iz neblagovremenih, nepotpunih ili nejasnih akata. Javni beležnik je takođe u prilici da vrši usaglašavanje privatnih interesa stranaka i javnog interesa izraženog zakonom što je takođe na liniji izbegavanja mogućih sporova. U savremenim pravnim sistemima sve više dolazi do izražaja funkcija javnog beležnika kao posrednika među stranama, koji kao nosilac javnih ovlašćenja nepristrasnim posredovanjem i mirenjem doprinosi prevazilaženju konfliktnih situacija. Sve to omogućava da se potpuno otkloni ili u znatnoj meri umanji rizik nastajanja sporova sa angažovanjem suda radi njihovog rešavanja. Ova preventivna funkcija danas sve više postaje faktor stabilnosti i harmoničnih odnosa među građanima.
Svojom snagom beležnički akt, upotrebljen u sudskom postupku, olakšava dokazivanje jer predstavlja nesumnjiv dokaz saglasnosti između stranaka i nesumnjiv dokaz o datumu nastanka prava i obaveza. Kontrola ostvarena od strane javnog beležnika oslobađa sud od nekih prethodnih provera. Javni beležnik je dužan da čuva kako sam beležnički akt, tako i dokaze o celoj operaciji u internoj evidenciji i isto može da posluži na sudu (identitet, doba starosti, uverenje notara o ugovornoj ili testamentalnoj sposobnosti, vreme, mesto i druge okolnosti). Dakle, pored obezbeđenja dokaza, što je jedan od ciljeva propisane forme beležničkog akta, obezbeđuje se lak pristup dokazima i njihovo lako i nesmetano izvođenje tokom sudskog postupka.
Saradnju sa sudom javni beležnik ostvaruje naročito kroz sudske postupke gde se on javlja kao predstavnik poslovno nesposobnih ili odsutnih lica po nalogu ili na zahtev suda. Pojedine svoje delatnosti javni beležnik vrši pod nadzorom suda, kao što je: sastavljanje popisa imovine, podela imovine na osnovu saglasnosti ili bez saglasnosti stranaka u sudskom postupku, javna prodaja u sudskom postupku, javna prodaja ili prodaja nepokretnosti na osnovu slobodne saglasnosti ili prodaja između više poslovno nesposobnih lica.
Danas je javni beležnik postao centralna figura u brakorazvodnim parnicama u mnogim evropskim zemljama. On sačinjava popis imovine, akt o podeli imovine, sporazum o likvidaciji i sve predaje sudu sa tužbom za razvod braka.